# Сноу-Лейк-Шорс (Міссісіпі)
Сноу-Лейк-Шорс (англ. Snow Lake Shores) — місто (англ. town) в США, в окрузі Бентон штату Міссісіпі. Населення — 306 осіб (2020).

## Географія
Сноу-Лейк-Шорс розташований за координатами 34°49′17″ пн. ш. 89°14′17″ зх. д. / 34.82139° пн. ш. 89.23806° зх. д. (34.821253, -89.238130).  За даними Бюро перепису населення США в 2010 році місто мало площу 2,32 км², з яких 1,76 км² — суходіл та 0,56 км² — водойми.

## Демографія
Згідно з переписом 2010 року, у місті мешкало 319 осіб у 169 домогосподарствах у складі 97 родин. Густота населення становила 137 осіб/км².  Було 308 помешкань (133/км²).
Расовий склад населення:
| - 91,2 % — білих - 4,1 % — чорних або афроамериканців - 0,3 % — корінних американців - 2,2 % — осіб інших рас |

До двох чи більше рас належало 2,2 %. Частка іспаномовних становила 4,7 % від усіх жителів.
За віковим діапазоном населення розподілялося таким чином: 9,1 % — особи молодші 18 років, 59,2 % — особи у віці 18—64 років, 31,7 % — особи у віці 65 років та старші. Медіана віку мешканця становила 57,1 року. На 100 осіб жіночої статі у місті припадало 99,4 чоловіків;  на 100 жінок у віці від 18 років та старших — 94,6 чоловіків також старших 18 років.
Середній дохід на одне домашнє господарство  становив 49 109 доларів США (медіана — 36 667), а середній дохід на одну сім'ю — 59 636 доларів (медіана — 42 000). Медіана доходів становила 46 667 доларів для чоловіків та 35 139 доларів для жінок. За межею бідності перебувало 10,2 % осіб, у тому числі 23,5 % дітей у віці до 18 років та 3,0 % осіб у віці 65 років та старших.
Цивільне працевлаштоване населення становило 147 осіб. Основні галузі зайнятості: роздрібна торгівля — 22,4 %, транспорт — 13,6 %, виробництво — 12,9 %.